# Frangula

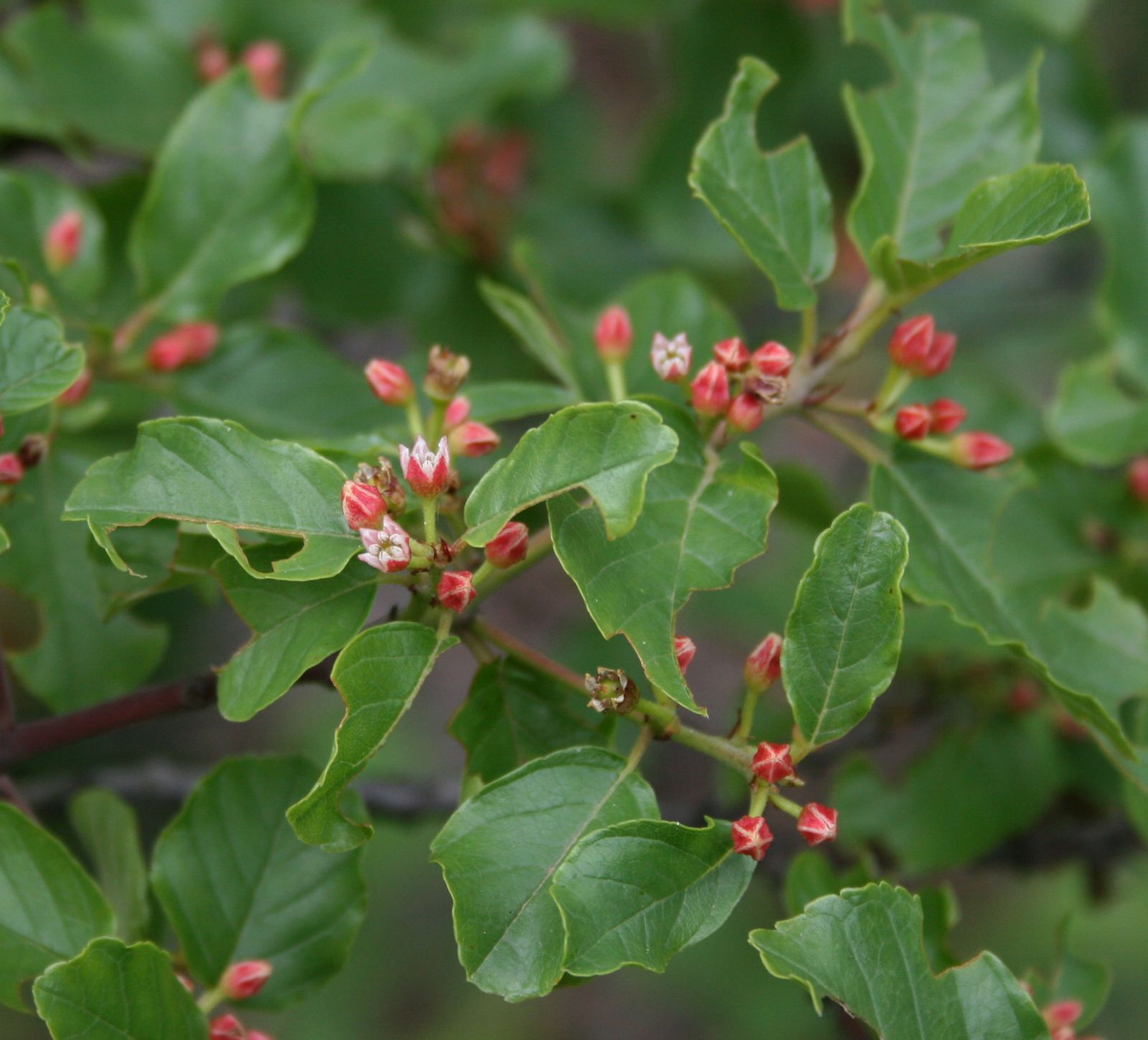
Frangula rupestris.

Frangula Mill., 1754 (vernacular, frângula) é um género botânico pertencente à família RhamnaceaeRhamnaceae. Alguns autores consideram este género como parte do género Rhamnus. Também conhecida como Espinheiro Amieiro.

## Taxonomia
Frangula foi descrito por Philip Miller e publicado em Gardeners Dictionary, Abridged, fourth edition vol. 1, no ano 1754. A espécie tipo é Frangula alnus Mill., 1754.
O género Frangula inclui as seguintes espécies:
| - Frangula acuminatifolia (Hayata) Grubov - Frangula austrosinensis Hatus. - Frangula azorica Grubov - Frangula betulifolia (Greene) Grubov - Frangula × blumeri (Greene) Kartesz & Gandhi - Frangula californica (Eschsch.) A.Gray - Frangula capreifolia (Schltdl.) Grubov - Frangula crenata (Siebold & Zucc.) Miq. - Frangula dianthes (L.Riley) Grubov - Frangula discolor (Donn.Sm.) Grubov - Frangula dodonei Ard. - Frangula glaberrima (Peyron) Grubov - Frangula goudotiana (Triana & Planch.) Grubov - Frangula grandifolia (Fisch. & C.A.Mey) Grubov - Frangula granulosa (Ruiz & Pav.) Grubov - Frangula grisea (Merr.) Grubov - Frangula henryi (C.K.Schneid.) Grubov - Frangula lindeniana (Triana & Planch.) Grubov - Frangula longipes (Merr. & Chun) Grubov - Frangula macrocarpa (Standl.) Grubov - Frangula microphylla (Humb. & Bonpl. ex Schult.) Grubov - Frangula mucronata (Schltdl.) Grubov - Frangula palmeri (S.Watson) Grubov - Frangula pinetorum (Standl.) Grubov - Frangula pringlei (Rose) Grubov - Frangula purshiana Cooper - Frangula revoluta (Rose) Grubov - Frangula rhododendriphylla (Y.L.Chen & P.K.Chou) H.Yu, H.G.Ye & N.H.Xia - Frangula rubra (Greene) Grubov - Frangula rupestris Schur - Frangula sphaerosperma (Sw.) Kartesz & Gandhi - Frangula ulei (Pilg.) Grubov |